# The Seldom Seen Kid
The Seldom Seen Kid (deutsch: Das selten gesehene Kind) ist das vierte Studioalbum der britischen Musikgruppe Elbow. Es wurde 2008 mit dem Mercury Prize für das beste britische Musikalbum ausgezeichnet. Mit über 600.000 verkauften Einheiten allein in Großbritannien gelang Elbow erstmals auch ein kommerzieller Erfolg.

## Entstehungsgeschichte
The Seldom Seen Kid ist das erste Album, das Elbow komplett selbst produziert haben. Schon das Vorgängeralbum Leaders of the Free World hatte die Gruppe in Eigenregie begonnen, benötigte aber zum Ende doch Unterstützung von außen. Die Lieder komponierte die Gruppe direkt im Studio. Den gesamten Prozess nennt Craig Potter „sehr demokratisch“. Die Liedtexte sowie die Arrangements für Saiteninstrumente und Bass stammen ausschließlich von Guy Garvey. Verantwortlich für die Technik und die Abmischung von The Seldom Seen Kid war Craig Potter.
Seldom Seen Kid war der Spitzname des 2006 verstorbenen Komponisten Bryan Glancy. Ihm zu Ehren erhielt das Album seinen Titel.

## Themen und Titelliste
“The ebb and flow of the disc feels like it’s advancing some unknowable plot […]”

„Ebbe und Flut des Albums scheinen eine nicht erkennbare Handlung voranzutreiben […]“

1. Starlings – 5:05
2. The Bones Of You – 4:49
3. Mirrorball – 5:50
4. Grounds For Divorce – 3:39
5. An Audience With The Pope – 4:28
6. Weather To Fly – 4:29
7. The Loneliness Of A Tower Crane Driver – 5:14
8. The Fix – 4:28
9. Some Riot – 5:23
10. One Day Like This – 6:34
11. Friends Of Ours – 5:01
12. We’re Away – 1:59

In The Fix ist Richard Hawley zu hören, der Stimme und Gitarrenspiel für dieses Lied beisteuerte.

„Konzeptalbum wäre wohl zu viel gesagt, aber einen inneren Zusammenhang haben die Lieder auf The Seldom Seen Kid allemal, sie behandeln die großen Fragen des Lebens, die Liebe, das Altern, die Freunde, das Trinken und die Melancholie.“

In der erfolgreichsten Single des Albums Grounds for Divorce wird der Tod eines Freundes der Band, Bryan Glancy, aus der Musikszene von Manchester verarbeitet. Sein Spitzname war “Seldom Seen Kid” (deutsch: „selten gesehenes Kind“) und es wird im Lied die Hoffnung ausgedrückt eines Tages wieder mit ihm zu trinken. Durch die Nennung von Glancys Spitznamen im Text ist Grounds for Divorce implizit der Titeltrack des Albums.

## Veröffentlichungen
The Seldom Seen Kid erschien über Fiction Records am 17. März 2008 in Großbritannien und am 25. April in Deutschland. Geffen Records veröffentlichte es am 22. April 2008 in den USA. Ab dem 10. Juli 2009 war das Album in einer Spezialversion mit den zwei zusätzlichen Lieder Hotel Istanbul und Lullaby erhältlich.
Am 17. Januar 2009 spielten Elbow das komplette Album mit dem Konzertorchester des BBC und dem Londoner Kammerchor Chantage in den Abbey Road Studios neu ein. Nick Ingham arrangierte The Seldom Seen Kid für das 52-köpfige Orchester und den 20 Personen starken Chor. Die Leitung der Musiker lag bei Mike Dixon. Richard Hawley kam kurzzeitig für die Darbietung von The Fix dazu.
Einige Lieder des Albums wurden an diesem Abend das erste Mal live vor Publikum aufgeführt. Die etwa einstündige Aufzeichnung ist zusammen mit einer DVD unter dem Titel The Seldom Seen Kid Live at Abbey Road seit dem 30. März 2009 erhältlich. Die Laufzeit der CD unterscheidet sich aufgrund von kurzen Ansagen und Applaus des Publikums um wenige Minuten von der Studioaufnahme. Die DVD enthält den Mitschnitt der Veranstaltung, eine zusätzliche Tonspur mit Kommentaren aller Mitglieder von Elbow sowie das Musikvideo zu One Day Like This.

## Charterfolge und Auszeichnungen
Die größten Charterfolge erzielte The Seldom Seen Kid in Irland und Großbritannien. In den dortigen Top-75-Albumcharts hält es sich mit mehreren Widereinstiegen 132 Wochen, also ca. zweieinhalb Jahre (Stand Januar 2012). Am 21. November 2008 zeichnete die British Phonographic Industry das Album nach den ersten 300.000 verkauften Einheiten mit der Platin-Schallplatte aus. Nach 300.000 weiteren Verkäufen erhielt das Album am 24. April 2009 Doppel-Platin.
Bereits für ihr Debütalbum Asleep in the Back waren Elbow 2001 für den Mercury Prize nominiert. Aber erst mit The Seldom Seen Kid gewannen sie schließlich am 9. September 2008 die Auszeichnung als bestes britisches Musikalbum. Im Mai 2009 wurden Elbow zudem zweimal mit dem Ivor Novello Award, einem Preis für Songwriter und Komponisten, ausgezeichnet. Grounds for Divorce gewann als das beste zeitgenössische Lied und One Day Like This erhielt die Auszeichnung für das beste Lied musikalisch und textlich.
Im Nachgang zur Veröffentlichung von The Seldom Seen Kid gewann Elbow weitere Preise. Dazu gehören ein BRIT Award als beste britische Musikgruppe 2009 und ein NME Award für ihren herausragenden Beitrag zur britischen Musik 2009.